# ماكجريجور نوكس
ماكجريجور نوكس (بالإنجليزية: MacGregor Knox)‏ هو مؤرخ أمريكي، ولد في 10 سبتمبر 1945.